# Cyperus stramineoferrugineus
Cyperus stramineoferrugineus är en halvgräsart som beskrevs av Georg Kükenthal. Cyperus stramineoferrugineus ingår i släktet papyrusar, och familjen halvgräs. Inga underarter finns listade i Catalogue of Life.